# Estación Apolo, Fresnedillas de la Oliva

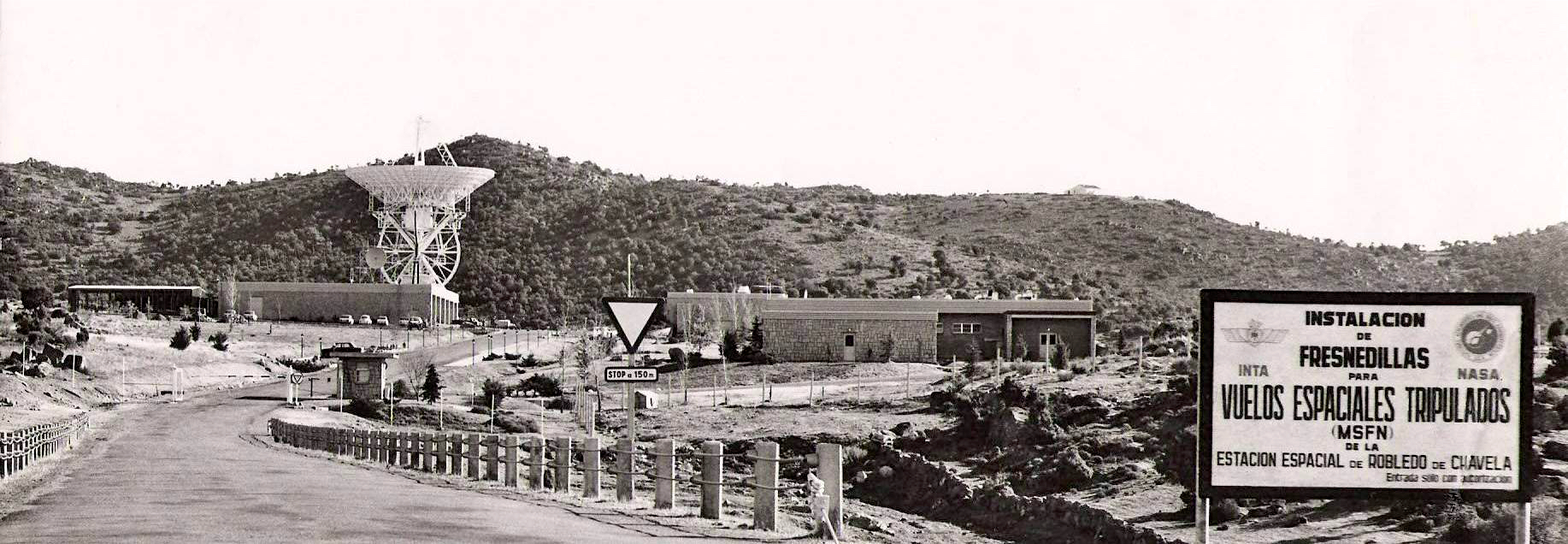
Carretera de acceso, cartel original, Antena X-Y de 26 metros. 26-Mar-1969 (foto Larry Haug)

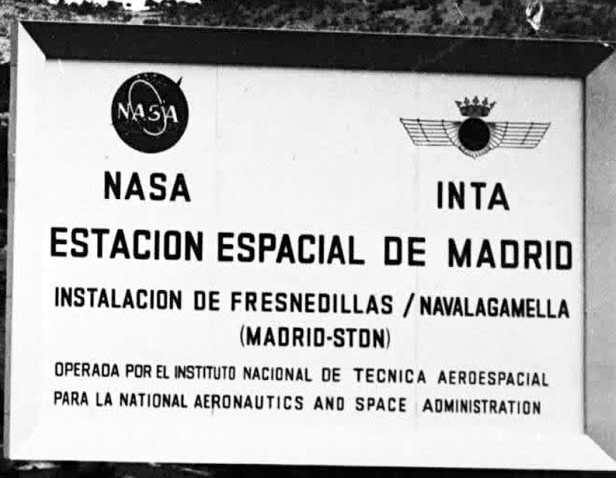
Cartel de acceso, 1972

La Instalación de Fresnedillas para vuelos espaciales tripulados (MSFN) fue un conjunto de antenas instaladas a unos 50 km. de Madrid, en el municipio de Fresnedillas de la Oliva, para colaborar en las comunicaciones aeroespaciales de la agencia NASA durante el programa Apolo. 
Como consecuencia del Acuerdo entre Gobiernos de España y Estados Unidos comenzó sus actividades de seguimiento el 4 de julio de 1967.  
Disponía de una antena parabólica tipo Cassegrain, con montaje X-Y de 26 metros de diámetro a la que posteriormente, terminado el Proyecto Apolo, se le añadió otra antena también de tipo Cassegrain con montaje X-Y de 9 m para el seguimiento de satélites con órbitas cercanas a la Tierra.

## Historia

### Comienzos

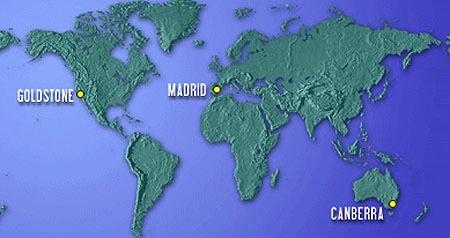
Las tres principales Estaciones de la red MSFN de NASA para el Proyecto Apolo. Goldstone, California. Fresnedillas, Madrid. Honeysuckle, Camberra.

La Estación de Fresnedillas comenzó su actividad el 4 de julio de 1967 cumpliendo con el requerimiento de NASA, el cual establecía que las tres estaciones principales de la Red MSFN, Goldstone situada dentro del enclave de Fort Irwin en el desierto de Mojave California (Estados Unidos), Fresnedillas de la Oliva, a unos 47 kilómetros al oeste de Madrid y Honeysuckle Creek en las montañas del sudoeste de Camberra (Australia), deberían estar operativas en julio de ese año.La ubicación de estas estaciones estaba separada aproximadamente 120 grados longitudinalmente sobre el globo terráqueo para poder obtener la cobertura de comunicación con la Luna durante las 24 horas.

### Vuelos Tripulados
Los vuelos al espacio tripulados de NASA controlados desde esta, Principal Estación de seguimiento en la zona del continente Europeo, fueron: Apolo 4 al 17 (1967-1972), Skylab 1 al 4 (1973-1974), Apolo-Soyuz (1975), y los transbordadores Columbia (STS-1 al STS-9), Challenger (STS-6 al STS-41G) y Discovery  (STS-41D al STS-51C).

### Hitos de la Estación

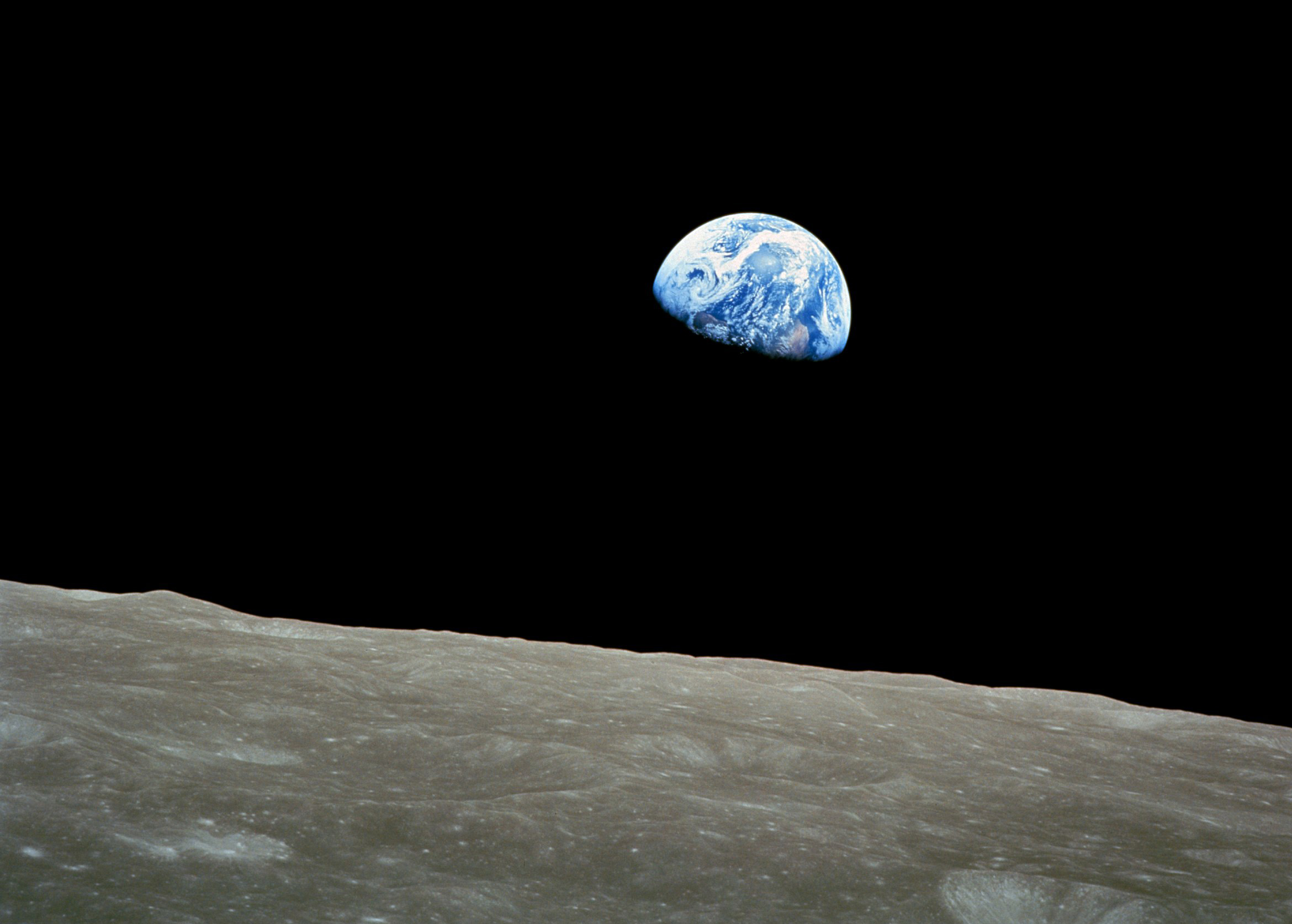
Primera foto de la Tierra tomada por un ser humano desde la Luna. Esta foto se recibió en la Estación Apolo de Fresnedillas en la Navidad de 1968

Durante la Navidad de 1968 los astronautas Frank Borman, Jim Lovell y William Anders, miembros de la tripulación del Apolo 8, fueron los primeros en abandonar la órbita terrestre y girar alrededor de la Luna. Desde allí nos enviaron la primera fotografía hecha por un ser humano de la Tierra vista desde la Luna. Esta foto se recibió a través de la estación Apolo de Fresnedillas.
A las 20.17.40 (UTC) del día 20 de julio de 1969 el módulo lunar Eagle de la misión Apolo 11 se posaba sobre la superficie de la luna, pilotado por el astronauta Neil A. Amstrong. Todas las comunicaciones con el módulo lunar y sus ocupantes durante el descenso se recibieron a través de la estación de Fresnedillas.
También en el momento más crítico de esta misión, el despegue de la Luna, Fresnedillas era la única estación de la red MSFN que tenía "visibilidad" de ambos vehículos, pues Goldstone y Honeysuckle estaban en "la cara oculta de la Tierra".
Del 15 al 24 de julio de 1975, durante el proyecto conjunto Apollo-Soyuz de Estados Unidos y la URSS se hicieron las primeras pruebas transmisión de datos desde un vuelo tripulado a través de un satélite,  ATS 6, a una estación en tierra, (Fresnedillas). Este satélite fue el  primer satélite usado para la transmisión directa de Televisión.

### Control Español
Tal como se estipulaba en el contrato firmado el 2 de octubre de 1964 por los organismos INTA y NASA, encargados de la gestión del Acuerdo entre Gobiernos, la Dirección de la Instalación fue transferida al INTA nombrando director a Luis Ruiz de Gopegui y siendo operada totalmente por personal español a partir del 18 de diciembre de 1972.

### Clausura
El 1 de marzo de 1985 la Estación Madrid Apollo fue clausurada definitivamente, sus terrenos, edificaciones y servicios auxiliares fueron transferidos al Gobierno Español el 12 de junio de 1987 pasándose a hacer cargo de ellos el INTA para posteriormente ser transferidos al Ministerio de Defensa.
Pero tanto la antena de 26 m como su equipo de seguimiento asociado fueron  trasladados al complejo de seguimiento del Espacio Lejano de NASA (DSN), ubicado en Robledo de Chavela, (MDSCC), donde siguieron prestando sus servicios, como estación DSS-66, hasta el 28 de septiembre de 2008, fecha en que fue desactivada totalmente. Actualmente la antena, único equipo que permanece en (MDSCC), se encuentra en desuso.